# Marche et rêve ! Les Homards de l'utopie
Pour plus de détails, voir Fiche technique et Distribution.
Marche et rêve ! Les Homards de l'utopie est un film français réalisé par Paul Carpita et sorti en 2002.

## Synopsis
À Martigues, Toinou, la petite cinquantaine, a toujours ses rêves utopiques depuis mai 1968. Licencié avec ses amis à cause de la délocalisation de leur usine, il propose une association à deux d’entre eux, Lespinasse et Bibi : rassembler une partie de leurs indemnités pour ouvrir un commerce de vente de fruits de mer. Ils vont immédiatement se heurter à une concurrence acerbe comme celle du supermarché voisin ainsi qu'à la contrebande de homards. Victime d’un accident qui, à la suite d'une confusion d’examens médicaux, est exagérément diagnostiqué en le déclarant invalide, les assurances prévoient de lui verser 400 000 F. Confronté aux doutes de l’assureur qui le soupçonne de simulation, Toinou va tenter un subterfuge afin d’empocher la totalité de la somme…

## Fiche technique
- Titre original : Marche et rêve ! Les Homards de l'utopie
- Réalisation :	Paul Carpita
- Scénario : Paul Carpita
- Adaptation : Claude Martino
- Dialogues : Paul Carpita
- Assistants-réalisation : Marie Fischer, Romuald Weber
- Décors : Michel Lagrange
- Costumes : Michèle Paldacci
- Accessoiriste : Nicolas Degabriel
- Photographie : François Kuhnel, Gérald Dumour
- Son : Jean-François Priester
- Montage : Catherine K. Galodé
- Musique : Vladimir Cosma
- Chansons : paroles et interprétation de Christina Rosmini
- Photographe de plateau : Sophie Elbaz
- Pays d’origine :  France
- Producteur : Jean Brillach
- Producteur délégué : Paul Saadoun
- Directeur de production : Shu Aiello
- Société de production : 13 Production (Marseille)
- Société de distribution : Pierre Grise Distribution (France)
- Année de tournage : 2001
- Tournage extérieur : Martigues (Bouches-du-Rhône)
- Format : couleur — 35 mm — 1.85:1 — son Dolby SRD
- Genre : comédie
- Durée : 101 minutes
- Date de sortie :  16 octobre 2002
- (fr) Classifications CNC : tous publics, Art et Essai (visa d'exploitation no 102742 délivré le 8 octobre 2002)

## Distribution
- Daniel Russo : Antoine Paruso, dit Toinou
- Roger Souza : André Lespinasse, dit Docteur
- Guy Belaidi : Bibi
- Mireille Vitti : Louisette
- Ludivine Vaillat : Sabine
- Daniel San Pedro : Patrick
- Georges Neri : Dédé
- Arlette Bach : Mademoiselle Jeanne
- Dominique Noe : Davin
- Manuel Villalba : Pinatel
- Henri Moati : Tintari
- Frédéric Soulié : un syndicaliste
- Jean-Luc Revol: Le patron de Patrick
- Bertrand Aupetit: L’huissier

## Autour du film
- De nombreux figurants sont des habitants de Martigues ayant donné bénévolement de leur temps libre pour réaliser ce film[réf. souhaitée].
- L'animateur de télévision de France 3 Méditerranée, Frédéric Soulié, interprète un petit rôle de syndicaliste en grève au début du film.